# Leptophyes trivittata
Leptophyes trivittata är en insektsart som beskrevs av Bei-bienko 1950. Leptophyes trivittata ingår i släktet Leptophyes och familjen vårtbitare. Inga underarter finns listade i Catalogue of Life.